# Paraona nigra
Paraona nigra är en fjärilsart som beskrevs av Daniel 1952. Paraona nigra ingår i släktet Paraona och familjen björnspinnare. Inga underarter finns listade i Catalogue of Life.